# Rheinquellhorn
Rheinquellhorn – szczyt w Alpach Lepontyńskich, części Alp Zachodnich. Leży w Szwajcarii w kantonie Ticino. Należy do podgrupy Alpy Adula. Można go zdobyć ze schroniska Zapporthütte (2276 m).